# Needed Me
"Needed Me" là một bài hát của nghệ sĩ thu âm người Barbados Rihanna nằm trong album phòng thu thứ 8 của cô, Anti (2016). Nó được viết lời bởi Rihanna, Brittany Hazard, Charles Hinshaw và Derrus Rachel và do DJ Mustard sản xuất với sự tham gia hỗ trợ đồng sản xuất từ Twice as Nice và Frank Dukes. Bài hát được gửi đến các đài phát thanh urban vào ngày 30 tháng 3 năm 2016, như là đĩa đơn tiếp theo từ Anti cùng với "Kiss It Better". Sau đó, Def Jam phát hành "Needed Me" trên các đài phát thanh chính thống. "Needed Me" là một bản electro-R&B mang âm hưởng của mello dubstep, với nội dung nói về sự chối từ một mối quan hệ tình cảm.
Tại Hoa Kỳ, bài hát đạt vị trí thứ 7 trên bảng xếp hạng Billboard Hot 100, trở thành đĩa đơn top 10 thứ 29 của Rihanna, và trụ vững ở top 10 trong 16 tuần. Sau đó, nó đã trở thành bản hit tồn tại trên Hot 100 lâu nhất của nữ ca sĩ, với 45 tuần. Video ca nhạc của bài hát được đạo diễn bởi nhà sản xuất phim Harmony Korine và phát hành ngày 20 tháng 4 năm 2016, trong dịp lễ kỷ niệm 420. Nó được ghi hình ở Miami, với nội dung mô tả Rihanna mang một khẩu súng, cưỡi một chiếc mô tô, trước khi đến một câu lạc bộ thoát y nơi cô ta giết chết một người đàn ông. Rihanna đã trình diễn "Needed Me" trong chuyến lưu diễn Anti World Tour. Bài hát nhận được một đề cử giải Grammy cho Trình diễn R&B xuất sắc nhất tại lễ trao giải lần thứ 59.

## Sáng tác và viết lời
Ngày 15 Tháng 9 năm 2014, nhà sản xuất American DJ Mustard xác nhận rằng anh và Rihanna đã hợp tác một ca khúc cho album tám phòng thu của ca sĩ, Anti. "Needed Me" được viết bởi Dijon McFarlane, Rihanna, Nick Audino, Lewis Hughes, Khaled Rohaim, Te Whiti Warbrick, Adam Feeney, Brittany "Starrah" Hazzard, Charles Hinshaw và Derrus Rachel. Nó được sản xuất bởi DJ Mustard với sự tham gia hỗ trợ đồng sản xuất bởi Twice as Nice & Frank Dukes. "Needed Me" được thu âm tại Westlake Recording Studios ở Los Angeles. Quá trình ghi âm và sản xuất được thực hiện bởi nhà sản xuất Kuk Harrell trong khi Blake Mares đóng vai trò hỗ trợ ghi âm và sản xuất. Bài hát được phối bởi Manny Marroquin tại Larrabee Studios ở thành phố Universal, California và được hỗ trợ bởi Chris Galland & Ike Schultz.

## Danh sách bài hát
- Dance Remix EP[4]

1. "Needed Me" (R3hab Remix) – 3:19
2. "Needed Me" (Salva Remix) – 3:59
3. "Needed Me" (W&W Remix) – 3:25
4. "Needed Me" (ATTLAS Remix) – 4:23
5. "Needed Me" (Cosmic Dawn Club Mix) – 5:21

## Thành phần thực hiện
Thành phần thực hiện được trích từ trang web chính thức của Rihanna.
- Rihanna – hát chính, sáng tác
- DJ Mustard – sáng tác, nhà sản xuất
- Twice As Nice – Sáng tác, nhà sản xuất
- Frank Dukes – Sáng tác, nhà sản xuất
- Brittany "Starrah" Hazzard – writing
- A. Sneed – Sáng tác
- Alicia Reneé – Sáng tác
- Charles Hinshaw – Sáng tác
- Derrus Rachel – Sáng tác
- Marcos Tovar – thu âm
- Kuk Harrell – thu âm, hiệu ứng âm thanh
- Blake Mares – chỉnh sửa âm thanh
- Thomas Warren – trợ lý
- Manny Marroquin – phối âm
- Chris Galland – trợ phối
- Ike Schultz – trợ phối
- Chris Gehringer – chuyên viên thâu âm

## Xếp hạng
| Bảng xếp hạng (2016)                                   | Vị trí cao nhất |
| ------------------------------------------------------ | --------------- |
| Úc (ARIA)                                              | 44              |
| Áo (Ö3 Austria Top 40)                                 | 71              |
| Bỉ (Ultratip Flanders)                                 | 2               |
| Belgium (Ultratop Flanders Urban)                      | 13              |
| Bỉ (Ultratip Wallonia)                                 | 11              |
| Canada (Canadian Hot 100)                              | 25              |
| LỖI: PHẢI CUNG CẤP year CHO BẢNG XẾP HẠNG Cộng hòa Séc | 29              |
| Pháp (SNEP)                                            | 94              |
| Trường songid là BẮT BUỘC CHO BẢNG XẾP HẠNG ĐỨC        | 57              |
| Hungary (Single Top 40)                                | 31              |
| Ireland (IRMA)                                         | 47              |
| Ý (FIMI)                                               | 46              |
| Hà Lan (Single Top 100)                                | 42              |
| New Zealand (Recorded Music NZ)                        | 14              |
| Slovakia (Singles Digitál Top 100)                     | 17              |
| Tây Ban Nha (PROMUSICAE)                               | 79              |
| Thụy Điển (Sverigetopplistan)                          | 34              |
| Thụy Sĩ (Schweizer Hitparade)                          | 45              |
| Anh Quốc (OCC)                                         | 38              |
| Anh Quốc R&B (OCC)                                     | 7               |
| Hoa Kỳ Billboard Hot 100                               | 7               |
| Hoa Kỳ Dance Club Songs (Billboard)                    | 1               |
| Hoa Kỳ Hot R&B/Hip-Hop Songs (Billboard)               | 1               |
| Hoa Kỳ Pop Airplay (Billboard)                         | 16              |
| Hoa Kỳ Rhythmic (Billboard)                            | 1               |

| Bảng xếp hạng (2016)                       | Vị trí |
| ------------------------------------------ | ------ |
| Australia (ARIA)                           | 96     |
| Belgium (Ultratop Flanders Urban)          | 33     |
| Canada (Canadian Hot 100)                  | 38     |
| Denmark (Tracklisten)                      | 95     |
| Netherlands (Single Top 100)               | 86     |
| New Zealand (Recorded Music NZ)            | 39     |
| Switzerland (Schweizer Hitparade)          | 90     |
| UK Singles (Official Charts Company)       | 72     |
| US Billboard Hot 100                       | 13     |
| US Hot R&B/Hip-Hop Songs (Billboard)       | 4      |
| US R&B/Hip-Hop Airplay (Billboard)         | 1      |
| US R&B/Hip-Hop Digital Songs (Billboard)   | 5      |
| US R&B Songs (Billboard)                   | 3      |
| US R&B Digital Songs (Billboard)           | 3      |
| US R&B Streaming Songs (Billboard)         | 3      |
| US R&B/Hip-Hop Streaming Songs (Billboard) | 4      |
| US Rhythmic (Billboard)                    | 2      |
| US Hot Dance Club Songs (Billboard)        | 40     |
| US Radio Songs (Billboard)                 | 21     |

## Chứng nhận
| Quốc gia | Chứng nhận  | Số đơn vị/doanh số chứng nhận |
| --- | ----------- | ----------------------------- |
| Úc (ARIA) | Bạch kim    | 70.000‡                       |
| Canada (Music Canada) | 2× Bạch kim | 0*                            |
| Đan Mạch (IFPI Đan Mạch) | Vàng        | 30,000^                       |
| Pháp (SNEP) | Vàng        | 75,000*                       |
| Ý (FIMI) | Bạch kim    | 50.000‡                       |
| New Zealand (RMNZ) | Bạch kim    | 15.000*                       |
| Thụy Điển (GLF) | 2× Bạch kim | 40.000‡                       |
| Anh Quốc (BPI) | Bạch kim    | 600.000‡                      |
| Hoa Kỳ (RIAA) | 5× Bạch kim | 5,000,000                     |
| * Chứng nhận dựa theo doanh số tiêu thụ. ^ Chứng nhận dựa theo doanh số nhập hàng. ‡ Chứng nhận dựa theo doanh số tiêu thụ và phát trực tuyến. |             |                               |

## Lịch sử phát hành
| Nước   | Ngày                | Định dạng              | Nhãn                     | Nguồn  |
| ------ | ------------------- | ---------------------- | ------------------------ | ------ |
| Hoa Kỳ | 30 tháng 3 năm 2016 | Đài phát thanh urban   | Roc Nation Westbury Road | [ 55 ] |
| Hoa Kỳ | 24 tháng 5 năm 2016 | Contemporary hit radio | Def Jam                  | [ 56 ] |
| Nhiều  | 1 tháng 6 năm 2016  | Streaming (Remixes)    | Roc Nation Westbury Road | [ 57 ] |